# Talismania
Talismania is een geslacht van straalvinnige vissen uit de familie van gladkopvissen (Alepocephalidae). Het geslacht is voor het eerst wetenschappelijk beschreven in 1895 door Goode & Bean.

## Soorten
- Talismania antillarum (Goode & Bean, 1896)
- Talismania aphos (Bussing, 1965)
- Talismania bifurcata (Parr, 1951)
- Talismania brachycephala Sazonov, 1981
- Talismania bussingi Sazonov, 1989
- Talismania filamentosa Okamura & Kawanishi, 1984
- Talismania homoptera (Vaillant, 1888)
- Talismania kotlyari Sazonov & Ivanov, 1980
- Talismania longifilis (Brauer, 1902)
- Talismania mekistonema Sulak, 1975
- Talismania okinawensis Okamura & Kawanishi, 1984